# 가스가 잇코
가스가 잇코(일본어: 春日 一幸, 1910년 3월 25일~1989년 5월 2일)는 14선 중의원 의원을 역임한 일본의 정치인이다.

## 생애

### 정계 입문까지
1910년 기후현 가이즈군 히가시에촌(현 가이즈시)에서 농부의 아들로 태어났다. 1928년 나고야체신강습소를 졸업한 뒤 나고야중앙전화국(현 서일본 전신전화 나고야지점) 직원이 되었다. 훗날 가스가는 반공주의자가 되지만 이 당시에는 프롤레타리아 문학을 읽고 다다이즘에 경도돼 있었다.
회사를 무단 결근한 뒤 도쿄부 스기나미에 있는 하야시 후미코의 자택을 찾아가 열흘을 조른 결과 이쿠타 슌게쓰에게 자신의 시를 보여줄 기회를 가지게 되었다. 이쿠타로부터 작품을 평가받은 가스가는 즉시 전화국을 사직하고 시인이 되고자 했으나 성공하진 못했다. 염세적이 된 가스가는 가쿠오산에서 독약을 먹고 자살을 시도했지만 근처에 살던 농민에게 발견되어 목숨을 건졌다. 이후 매형의 가게에서 일을 돕다가 1934년 실업가가 되어 무역회사나 악기제조회사를 성공적으로 경영했다.

### 현의원과 중의원 의원
제2차 세계 대전이 끝난 뒤 아카마쓰 이사무 등이 쓰루마 공원에서 전재시민대회를 열었다. 아카마쓰는 "군과 옛 권력자에 의해 일본은 망했다. 우리가 새로운 일본의 건설을 이루자"라고 연설했고 가스가는 이 연설에 큰 감명을 받았다. 가스가와 아카마쓰는 곧 의기투합했다.
1947년 아이치현의회 의원 선거와 나고야시의회 의원 선거에 일본사회당 공천으로 출마했다. 시의원 선거는 낙선했지만 현의원 선거에 당선했고 1951년엔 재선에 성공했다. 1949년 연합군 최고사령부에 대한 시위를 규제하는 공안 조례가 입안되자 언론·집회·결사의 자유를 억압하는 것이라며 비판했다. 7월 1일 현의회 본회의에서 3시간에 걸쳐 반대 연설을 하여 조례안을 폐안시키는 데 성공했다.
1952년 10월에 실시된 총선에 사회당 우파의 공천을 받아 출마해 당선됐다. 1955년 10월 사회당 좌우파가 통합해 다시 사회당으로 뭉친 뒤 우파 성향의 가와카미 조타로의 파벌에 들어갔다.
통합 이후에도 좌우파 사이의 갈등이 해결되지 않자 니시오 스에히로가 1959년 사회당을 탈당한 뒤 다음 해 1월 24일에 민주사회당을 창당했다. 이때 중의원 의원이 38명 참여했는데 가스가도 함께했다. 1965년 국회대책위원장이 되어 자유민주당의 다나카 가쿠에이 간사장과 깊은 관계를 맺었다. 이는 훗날 자공민 노선을 실현시키는 데 큰 도움이 되었다.
반공을 내세우며 일본공산당을 크게 비판했다. 가스가는 "공산주의에 반대하는 것, 그것이 인간이란 증거다", "인간을 경시하는 악마의 사상인 공산주의와 싸우는 것이 인간의 책무다"라며 공산주의를 굉장히 혐오했으며 당시 권위주의 정부가 통치하고 있었지만 반공적이었던 대한민국과도 인맥이 있었다. 또한 실리를 중시하여 중일국교정상화에 찬성해 공명당과 보조를 맞춰 국교정상화를 추진하던 자민당의 다나카를 지지했다. 가스가는 "민사당은 일중관계정상화를 방해하는 반동 세력과 대결하여 싸운다"라며 하나의 중국을 지지하는 공동 성명에 민사당 방중단장으로서 서명했고 사단법인 일중협회의 간부로 활동하기도 했다.

### 민사당 위원장
1967년 6월 서기장이 되었고 1969년 2월엔 부위원장 겸 선거대책위원장이 되었다. 1969년~1970년 사이에 창가학회와 공명당의 정교분리 문제와 미야자와 겐지의 과거 간첩 의혹 사건을 들고 나와 공명당과 공산당을 강하게 공격했다.
1971년 8월 위원장 니시무라 에이이치가 급사하면서 위원장 선거가 치러졌다. 가스가는 전 서기장 소네 에키를 이기고 위원장에 취임했다. 서기장 사사키 료사쿠와 정책심의회장 다케모토 마고이치를 유임시켰고 국회대책위원장엔 부서기장 쓰카모토 사부로를 지명했다.
1972년 총선에서 민사당은 20석에 못 미치는 참패를 당했다. 1973년 4월 나고야시장 선거에서 사회당과 공산당이 지지하는 모토야마 마사오와 자민당이 지지하는 스기토 기요시가 맞붙었다. 민사당은 독자적인 후보를 내지 않고 반공적 입장에서 스기토를 지지했지만 모토야마가 근소한 차이로 신승했다.
1974년 2월 대립 관계에 있던 사사키를 부위원장으로 승격시키는 한편 복심인 쓰카모토를 서기장으로 승격시켰다. 1977년 11월 위원장에서 물러났다. 하지만 사사키와 쓰카모토가 위원장으로 있을 때도 상임고문으로서 당내 영향력이 남아 있었다.

### 퇴임 이후
1984년 12월 일본·이스라엘 우호의원연맹이 발족하자 초대 회장이 되었다. 1989년 2월 리크루트 사건으로 쓰카모토가 위원장에서 사실상 쫓겨나고 반가스가파인 나가스에 에이이치가 위원장이 되면서 가스가의 당내 영향력도 크게 줄었다. 그러다 5월 2일 나고야시립 대학병원에서 폐렴으로 사망했다.

## 일화
「중소기업기본법」을 제정하고 민사중소기업정치연합을 결성하는 등 중소기업 정책에 상당한 노력을 기울였다. 가스가 본인이 실업자 출신이어서 아이치현의 중소기업 경영자로부터 두터운 지지를 받았으며 아이치현을 전국 굴지의 민사당 텃밭으로 만들었다.
사사키 료사쿠는 가스가와 오랜 맹우이면서 라이벌 관계였다. 가스가는 자공민 노선을 선호했지만 사사키는 사회당 우파와의 연계를 중요시해 사공민 노선을 주장했다. 하지만 사사키가 위원장이 되었을 때 가스가는 사사키를 지원해 줬다.
그런데 사사키가 물러나면서 후임으로 가스가의 복심인 쓰카모토 사부로를 내정하자 부위원장으로 내정된 나가스에 에이이치가 이의를 제기했다. 상임고문이던 가스가는 화가 나서 나가스에에게 윽박질렀고 사사키가 재떨이를 쥐어잡고 가스가를 노려보면서주먹다툼 일보직전까지 갔다. 나중에 쓰카모토가 리크루트 사건으로 사임에 내몰렸을 때도 가스가는 쓰카모토를 옹호하고 사사키는 쓰카모토의 사임을 요구해서 대립했는데 쓰카모토는 결국 사임해야 했다.
두 사람의 관계는 나중에 가스가가 몸져 누워 병원에 입원했을 때 사사키가 병문안을 가서 소바를 먹여주는 것으로 화해했다.
한편 가스가는 염복이 있어 많은 애인을 뒀는데 관련 스캔들이 언론에 보도돼도 순순히 인정했다.

## 역대 선거 결과
|  | 0% |

|  | 0% |

|  | 8.3% |

|  | 10.6% |

|  | 10.2% |

|  | 16.4% |

|  | 14.6% |

|  | 18.6% |

|  | 21.9% |

|  | 23% |

|  | 27.7% |

|  | 26.5% |

|  | 20.7% |

|  | 19.6% |

|  | 18% |

|  | 16.4% |